# Truth Social
Truth Social är en social nätverkstjänst och mikroblogg, som ägs av det i februari 2021 grundade amerikanska företaget Trump Media & Technology Group och öppnades i februari 2022.

## Bakgrund
Den tidigare amerikanske presidenten Donald Trump var en flitig användare av Twitter. Han registrerade 2009 kontot @realDonaldTrump och lade in omkring 57 000 tweets. Under sin presidenttid 2017–2021 använde han också det officiella regeringskontot @POTUS. Han utnyttjade sitt privata Twitterkonto också för ämbetsärenden. Sammanlagt gjorde han ungefär 26 000 inlägg under den fyraåriga presidentperioden. Trump hade som mest närmare 90 miljoner följare på Twitter (liksom 34 miljoner på Facebook). Mot slutet av sin presidentperiod publicerade han mer än 30 tweets per dag.
Den 8 januari 2021 stängdes Donald Trump av permanent från sitt Twitterkonto för att ha brutit mot Twitters regler. Efter stängningen av hans konto fortsatte han att publicera korta inlägg på Internet på en egen webbplats, men detta fungerade inte så bra, varför den lades ned i juni 2021. Truth Social är avsedd att erbjuda Donald Trump en ny plattform.

## Mjukvara
Truth Social är utformad med Twitter som mönster. 
Mjukvaran är en version av öppen källkodprogrammet Mastodon för att driva sociala nätverk, som annars används för att knyta samman de sociala nätverk som benämns Fediverse och som släppts under AGPLv3-licens. I Truth Socials version av Mastodon har vissa delar tagits bort, till exempel opinionsundersökningar och transparensmöjligheter beträffande inlägg.
Trump Media & Technology hävdade först att de hade upphovsrätt för programmet, men har senare backat från denna hållning.